# Eudorcas
Eudorcas là một chi động vật có vú trong họ Bovidae, bộ Artiodactyla. Chi này được Fitzinger miêu tả năm 1869. Loài điển hình của chi này là Gazella laevipes Sundevall, 1847 (= Gazella rufifrons Gray, 1846).

## Các loài
Chi này gồm các loài:
- Eudorcas albonotata
- Eudorcas nasalis - đã từng được coi là phân loài của E. thomsonii
- Eudorcas rufifrons
- Eudorcas rufina (†)
- Eudorcas thomsonii
- Eudorcas tilonura

## Hình ảnh

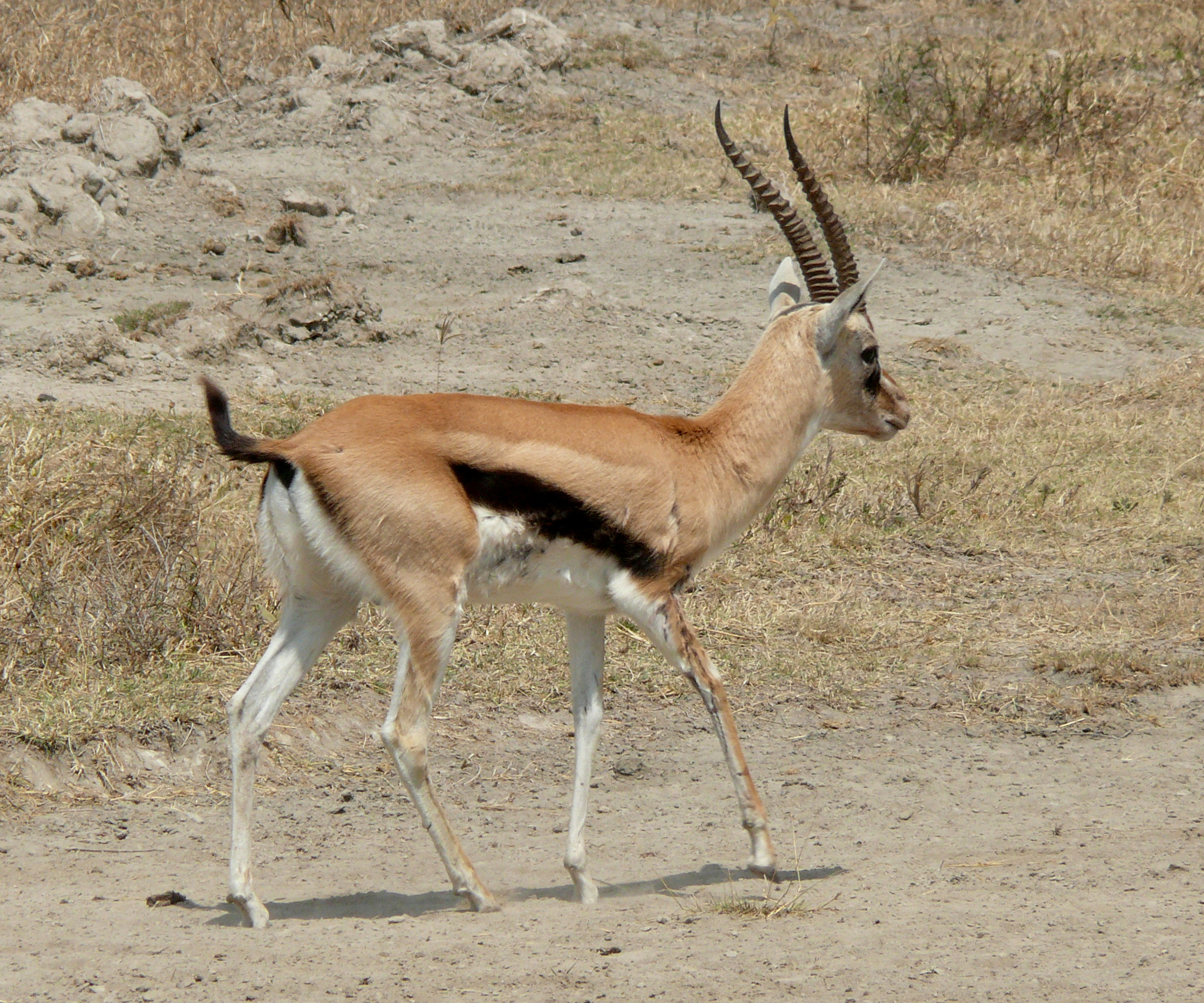
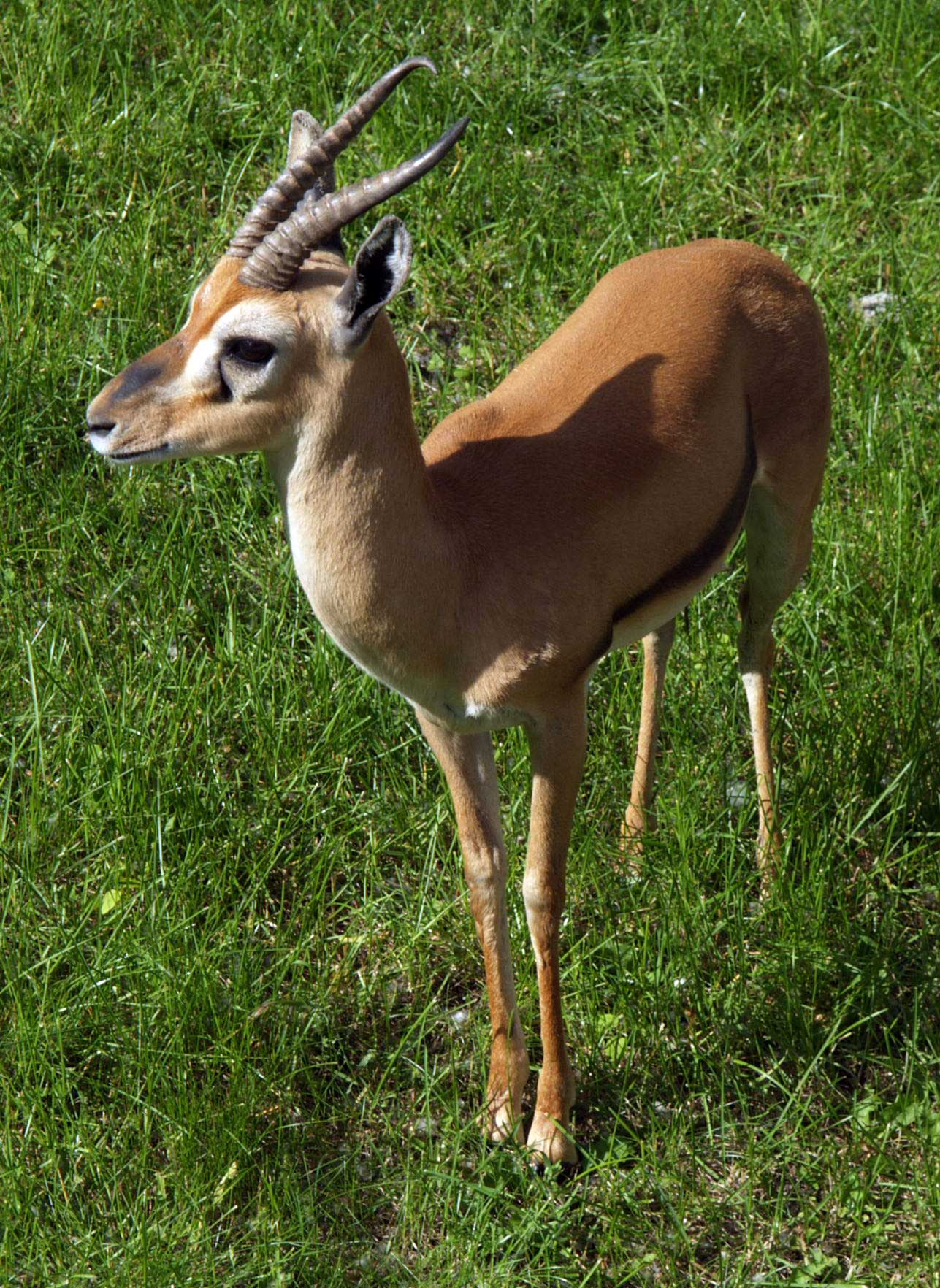